# Björn Lengwenus

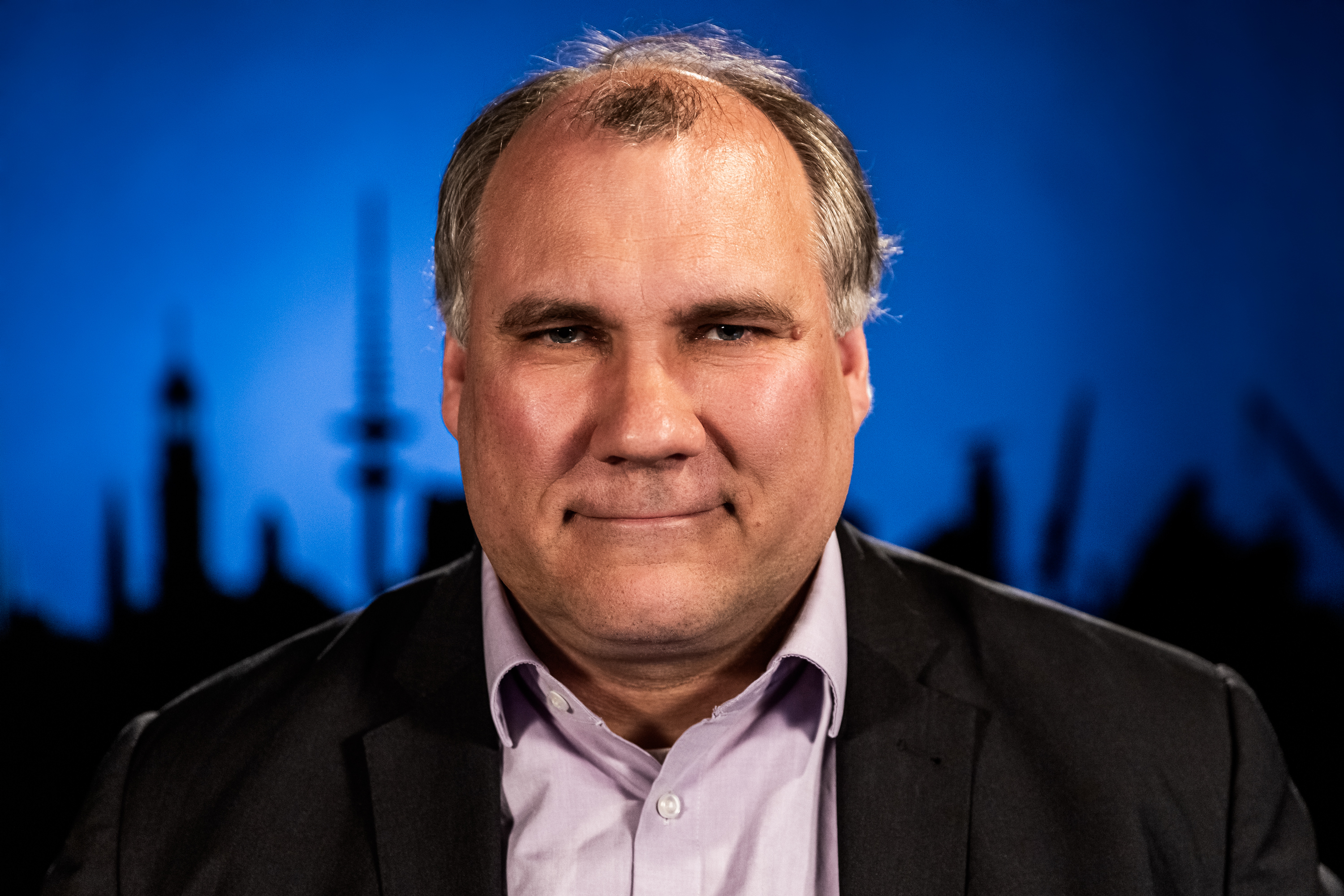
Björn Lengwenus, 2020

Björn Lengwenus (* 1972) ist Schulleiter der Stadtteilschule Alter Teichweg in Hamburg-Dulsberg und deutscher Spielpädagoge mit Schwerpunkt Schach und Computerschach.

## Leben
Aufgewachsen im Hamburger Stadtteil Barmbek, erhielt er seine Ausbildung zum Spielpädagogen an der Akademie Remscheid. Als Jugendlicher spielte er Schach beim Hamburger SK.

### Engagement im Schach
Als Schachspieler gehört er seit der Gründung 1990 dem Schachclub Schachelschweine an. Als Student konzipierte er zusammen mit dem Kinderbuchautor Jörg Hilbert für das Hamburger Unternehmen ChessBase die Kinder-Schach-Software „Fritz & Fertig“. Das Lernspiel wurde mehrfach ausgezeichnet, unter anderem 2002 mit dem Kindersoftwarepreis Tommi für die beste Lernsoftware und 2009 mit dem Deutschen Computerspielpreis in der Kategorie Bestes Kinderspiel.
Neben seiner Tätigkeit als Schachtrainer organisiert er das traditionelle Schulschachturnier Rechtes gegen Linkes Alsterufer in Hamburg, das zu den größten Schachturnieren der Welt zählt. Im Juni 2024 nahmen bei der Open-Air-Version auf dem Hamburger Rathausmarkt 3696 Schülerinnen und Schüler teil. Den Teilnehmerrekord hält das Turnier seit 2017, als in der Barclaycard-Arena 4240 Schülerinnen und Schüler antraten und damit den bisherigen Weltrekord für das größte eintägige Schachturnier brachen, der 29 Jahre Bestand hatte.

### Wirken als Schulleiter
Mit 34 Jahren wurde Lengwenus an der Haupt- und Realschule Fraenkelstraße Hamburgs jüngster Schulleiter. Seine Arbeit dort wurde 2009 in der NDR-Dokumentation „Der Schulleiter – Lehren, lachen, leiden“ porträtiert. Der Film zeigt die Herausforderungen des Schulalltags und wie er und sein Kollegium versuchten, neben der Wissensvermittlung auch soziale und familiäre Probleme ihrer Schüler aufzufangen.
Seit 2015 leitet er die Stadtteilschule Alter Teichweg in Hamburg-Dulsberg, eine Schule mit rund 1750 Schülern aus 80 verschiedenen Nationen. Die Schule, die in einem sozial herausgeforderten Stadtteil liegt, ist seit 2006 Hamburgs einzige Eliteschule des Sports und wurde 2023 als „Eliteschule des Jahres“ ausgezeichnet. Etwa 400 Sporttalente aus zwölf Verbänden werden hier in Sportarten wie Hockey, Schwimmen, Tennis und Leichtathletik gefördert. Gleichzeitig setzt die Schule seit 2011 als Teil der Initiative Kulturagenten für kreative Schulen einen besonderen Schwerpunkt auf kulturelle Bildung.
In seiner Rolle als Schulleiter initiierte er verschiedene bemerkenswerte Projekte: So drehte er 2018 mit einem Teil des Kollegiums einen Gangsterfilm als hundertsten Beitrag der schuleigenen Filmwerkstatt, der auf mehreren Filmfestivals gezeigt wurde. Während der pandemiebedingten Schulschließungen 2020 erlangte Lengwenus überregionale Aufmerksamkeit mit einer auf YouTube veröffentlichten Show Dulsberg Late Night für seine Schülerinnen und Schüler. Das Format wurde mehrfach ausgezeichnet, unter anderem mit dem Grimme Online Award und einem Sonderpreis des Goldene Kamera Digital Awards. 2021 erhielt die Schule für ihren innovativen Umgang mit der Corona-Pandemie einen Deutschen Schulpreis. 2023 organisierte er einen bundesweit einzigartigen einwöchigen Schultausch mit dem Evangelischen Gymnasium Nordhorn. Anfang 2025 setzte die Schule während Lengwenus Sabbatical zunächst die bisherige Schulschildkröte des Hansa-Gymnasium Bergedorf und im Anschluss daran ein Kollektiv aus drei Grundschulkindern als seine Nachfolge ein.

## Auszeichnungen

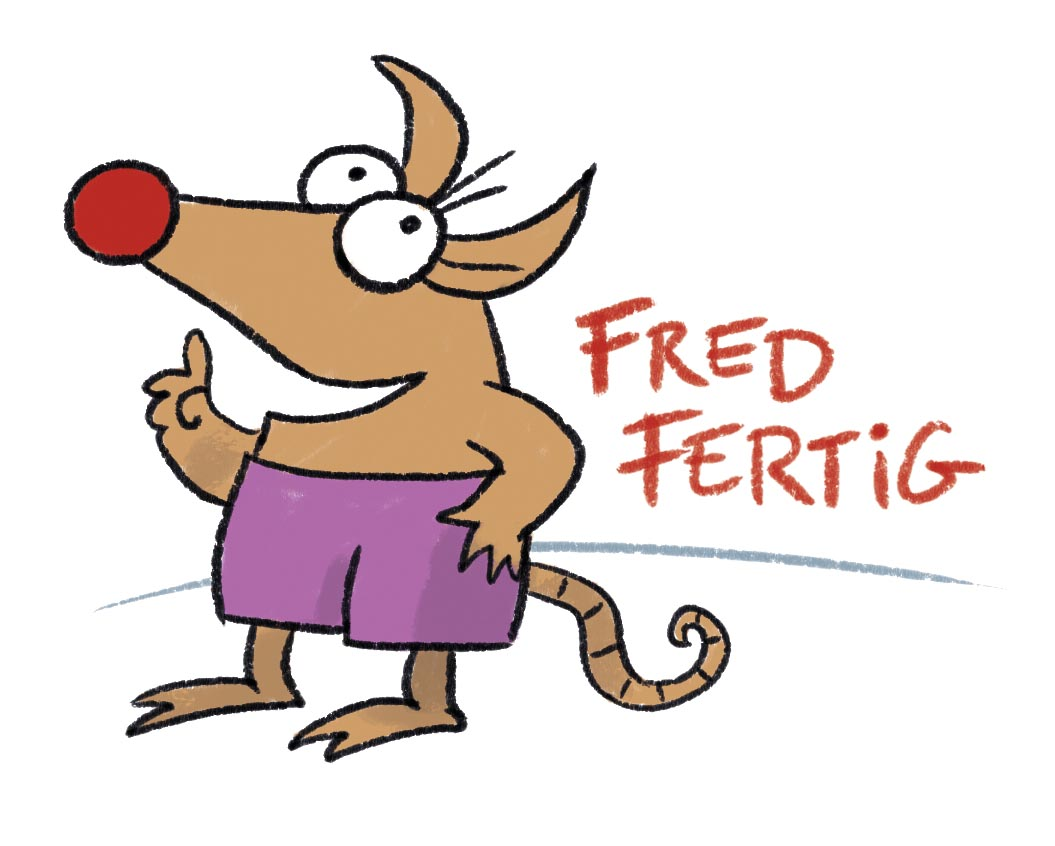
Die Schachratte Fred Fertig ist eine Figur aus der Lernsoftware „Fritz & Fertig“

- 2009 erhielt er als Co-Autor von „Fritz & Fertig“ gemeinsam mit den Verlagen Terzio und ChessBase sowie dem Publisher Deep Silver/Koch Media den erstmals verliehenen Deutscher Computerspielpreis in der Kategorie „Bestes Kinderspiel“ für die Nintendo‑DS-Version des Schachlernprogramms.[16]
- Im Jahr 2009 erhielt er für „Fritz & Fertig“ und sein Wirken im Schulschach mit dem Deutschen Schachpreis die höchste Auszeichnung, die der Deutsche Schachbund vergibt.[17]
- 2019 wurde er auf der Hamburger Sportgala mit dem Active-City-Award geehrt.[18]
- 2020 erhielt er für Dulsberg Late Night einen Sonderpreis des Goldene Kamera Digital Awards.[19]
- 2021 wurde er für Dulsberg Late Night mit dem Grimme Online Award in der Kategorie Kultur und Unterhaltung ausgezeichnet.[20]
- 2021 wurde er mit dem Lasker ausgezeichnet, den die Emanuel Lasker Gesellschaft für seine jahrzehntelange Förderung des Schachs als Kultur- und Bildungsgut verlieh.[21]
- 2023 erhielt er den Anerkennungspreis beim Hamburger Bürgerpreis der CDU für seine Initiative Dulsberg Late Night.[22]

## Veröffentlichungen

### Lern-CDs
- Wie geht eigentlich … Damengambit? ChessBase-CD mit Frank Lamprecht
- Grundlagen der Schachtaktik ChessBase-CD
- Grundlagen der Schacheröffnungen ChessBase-CD
- Fritz & Fertig 1-4 ChessBase-CDs mit Jörg Hilbert

### Bücher
- Spielbuch: Spiele für drinnen und draußen mit Jörg Hilbert, Carlsen Verlag Hamburg 2015, ISBN 978-3551183231
- Schach: Einfach gut erklärt! mit Jörg Hilbert (Pixi Wissen 105) Carlsen Verlag Hamburg 2018, ISBN 978-3551241900
- Fritz und Fertig: Wie geht Schach?: Ein Buch für alle, die's wissen wollen mit Jörg Hilbert, Impian Verlag Braunschweig 2019, ISBN 978-3962690526
- Glück: Was es ist, wie man es findet und behält. Carlsen Verlag Hamburg 2020, ISBN 978-3551252630
- Fritz und Fertig – und plötzlich kannst Du Schach: Spielend lernen mit Buch und Tablet mit Jörg Hilbert (Illustrator), ChessBase, Hamburg 2024, ISBN 978-3866819658